# Antonello Freri

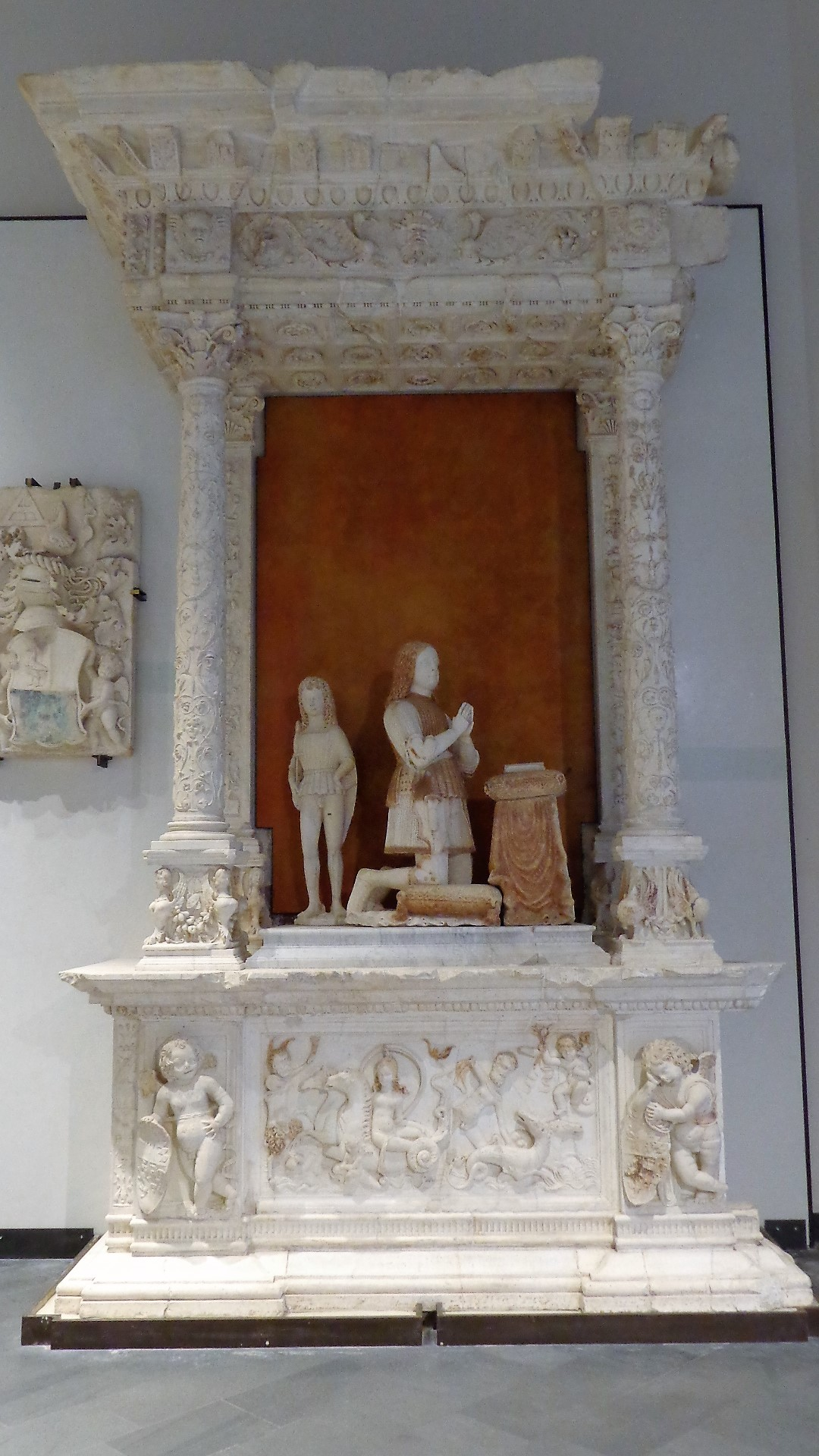
Monumento Balsamo, Museo regionale di Messina.

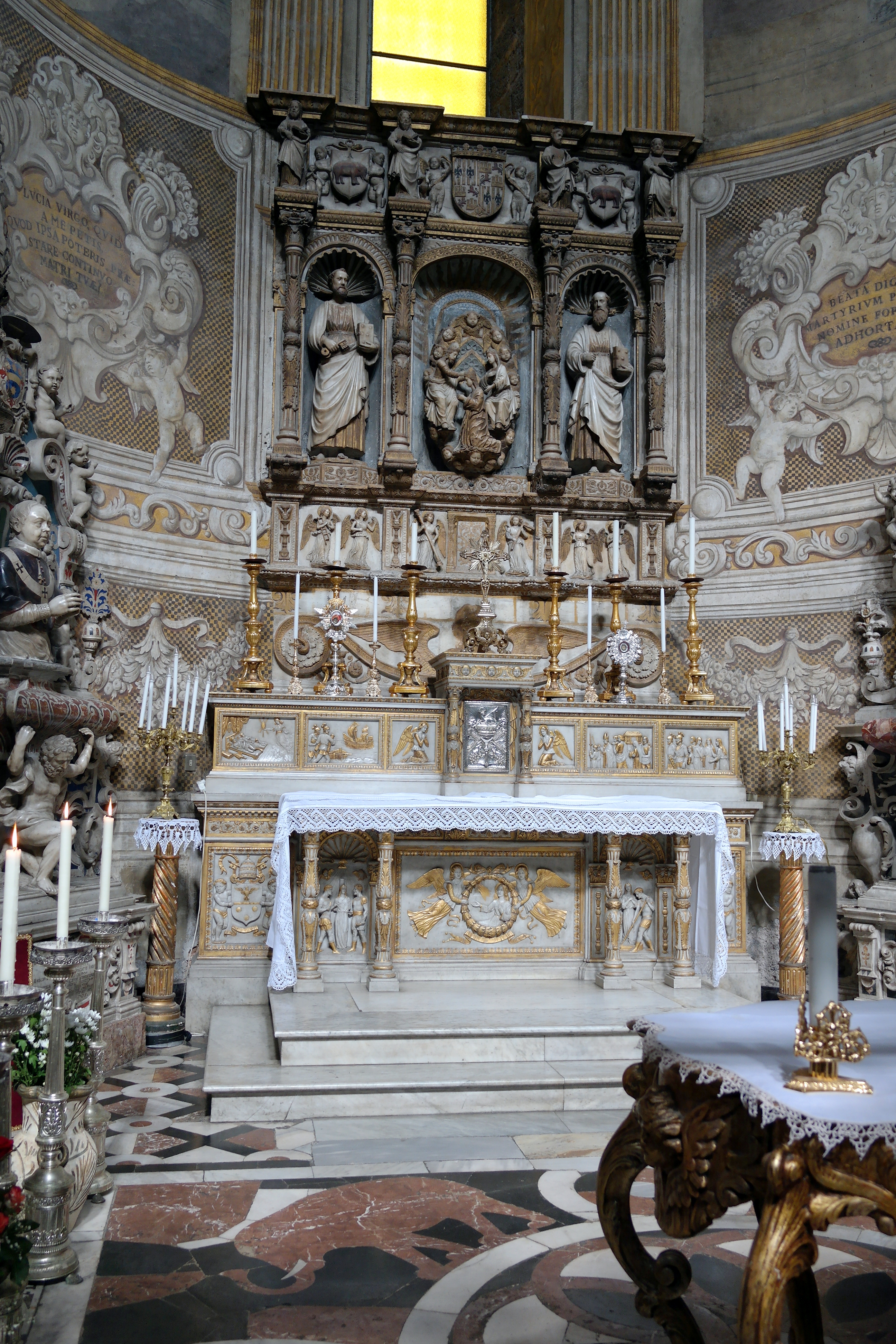
Retablo, cattedrale di Sant'Agata.

Antonello Freri (Messina, 1478 – Messina, aprile 1536) è stato uno scultore italiano del rinascimento siciliano.

## Opere

### Messina e provincia
- 1477, Sepolcro, monumento funebre di Artale Cardona, attribuzione, opera custodita nella chiesa di Santa Maria del Gesù dell'ex convento dell'Ordine dei frati minori osservanti di Naso.
- 1484, Sepolcro, sontuoso monumento funebre della gentildonna palermitana Laura Rosso, moglie di Enrico Rosso, signore di Cerami e di Militello, attribuzione, scomposta nelle ricostruzioni postume, opera custodita nella chiesa di San Domenico di Militello Rosmarino.
- 1486, Chiostro e pozzo, manufatti marmorei realizzati in collaborazione con Giovan Battista Mazzolo e Domenico Gagini, opere documentate nel convento di San Francesco all'Immacolata di Messina.
- 1507, Sepolcro, manufatto marmoreo, monumento funebre di Angelo Balsamo, barone di San Basilio, ammiraglio, attribuzione.[1] Manufatto documentato in vari ambienti della chiesa di San Francesco di Assisi all'Immacolata causa eventi disastrosi.  Dopo il sisma del 1908 l'opera frammentata fu ricomposta nel Museo regionale di Messina.
- 1510, Madonna Accomandata, statua marmorea, opera custodita nella Pinacoteca di Santa Maria degli Angeli di Castroreale.[2]

### Catania e provincia
- 1494 - 1495, Cappella di Sant'Agata, cattedrale di Sant'Agata.[3][4]
  - Portale, monumentale manufatto marmoreo, varco d'accesso alla «Cammaredda» o sacello di Sant'Agata.
  - Retablo, elevazione marmorea costituente l'Altare di Sant'Agata. Sui vari ordini sono disposti i bassorilievi con le scene di martirio subiti: l'Asportazione della mammella, il Supplizio dei carboni ardenti; i pannelli raffiguranti il rientro delle sacre spoglie da Costantinopoli; la teoria di Angeli che presentano i simboli della Passione di Cristo; il trittico centrale ripartito in nicchie, scomparto mediano la mandorla riproducente Gesù incorona Sant'Agata presentata dalla Vergine Maria fra putti festanti, ai lati gli apostoli San Pietro e San Paolo, sul cornicione le statuette a tutto tondo degli evangelisti e rispettiva allegoria: Luca, Giovanni, Marco, Matteo.
  - Sepolcro Acuña, manufatto marmoreo, monumento funebre e sepoltura di Fernando de Acuña y de Herrera, conte di Buendía, opera commissionata dalla moglie Donna Maria d'Avila. Iscrizioni autografe: "HOC OPUS ET SEPVLCRVM ILLVDHIVSTRIS DONNI - FERDINANDI DEACVNA PRO REGIS SICILIE MANDAVIT - FIERI EIVS CHARISSIMA VXOR DONA MARIA DE AVILA - ANNO DOM. M. CCCCLXXXXV", e OPVS ANTONI DEFRERI MESSENESIS.

## Galleria d'immagini

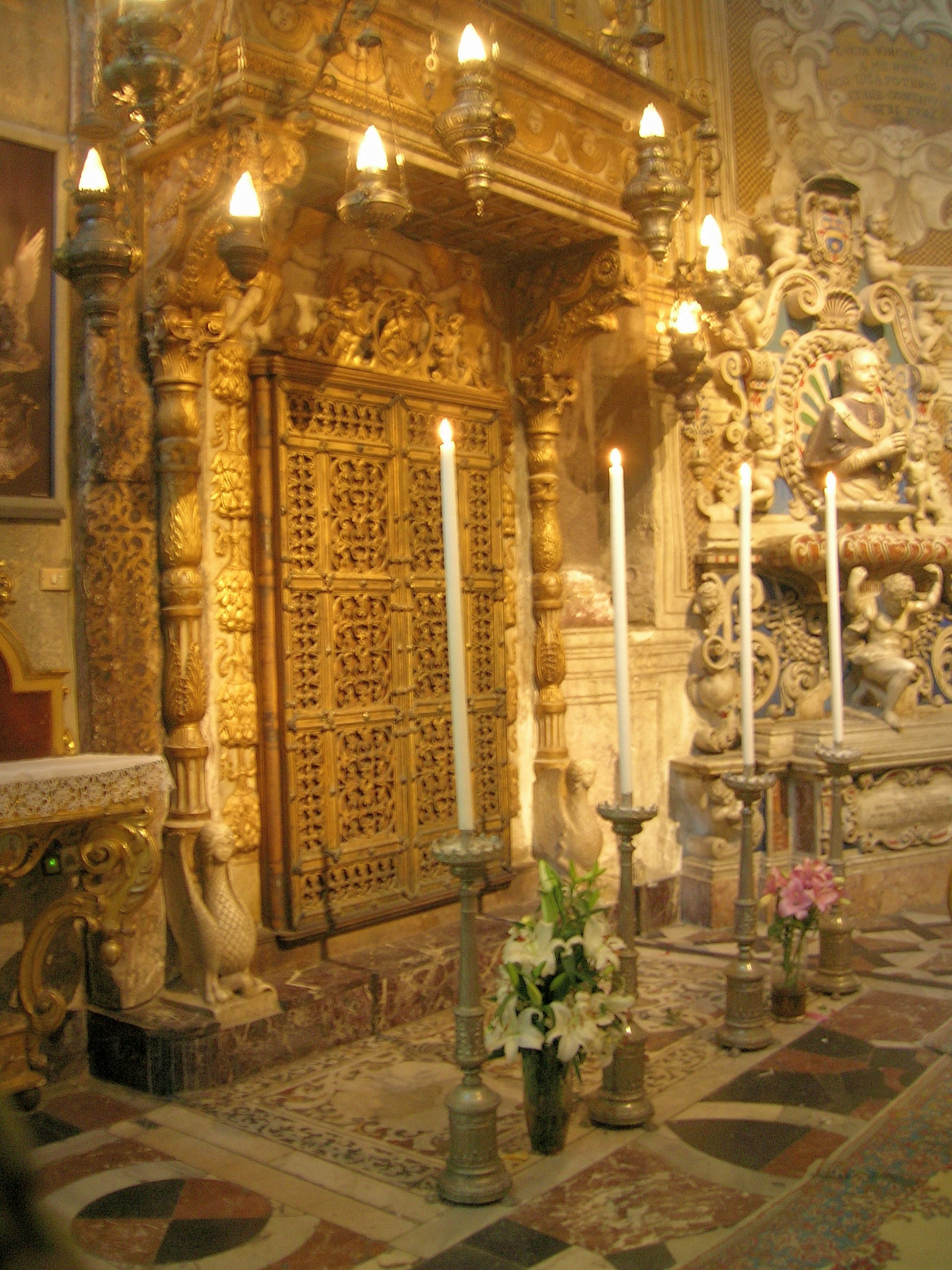
Portale sacello
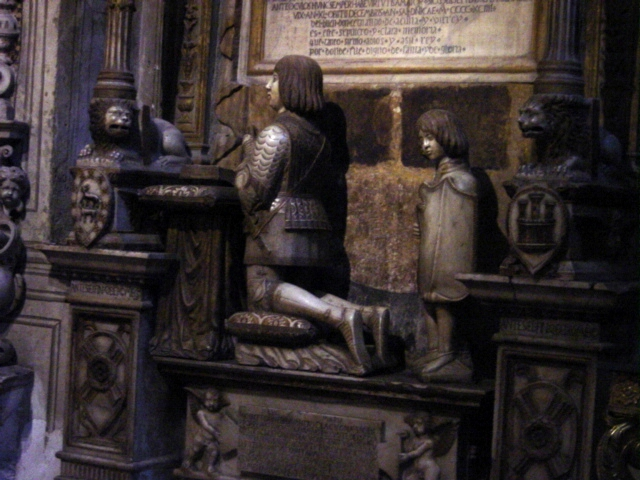
Monumento funebre del viceré Acuña
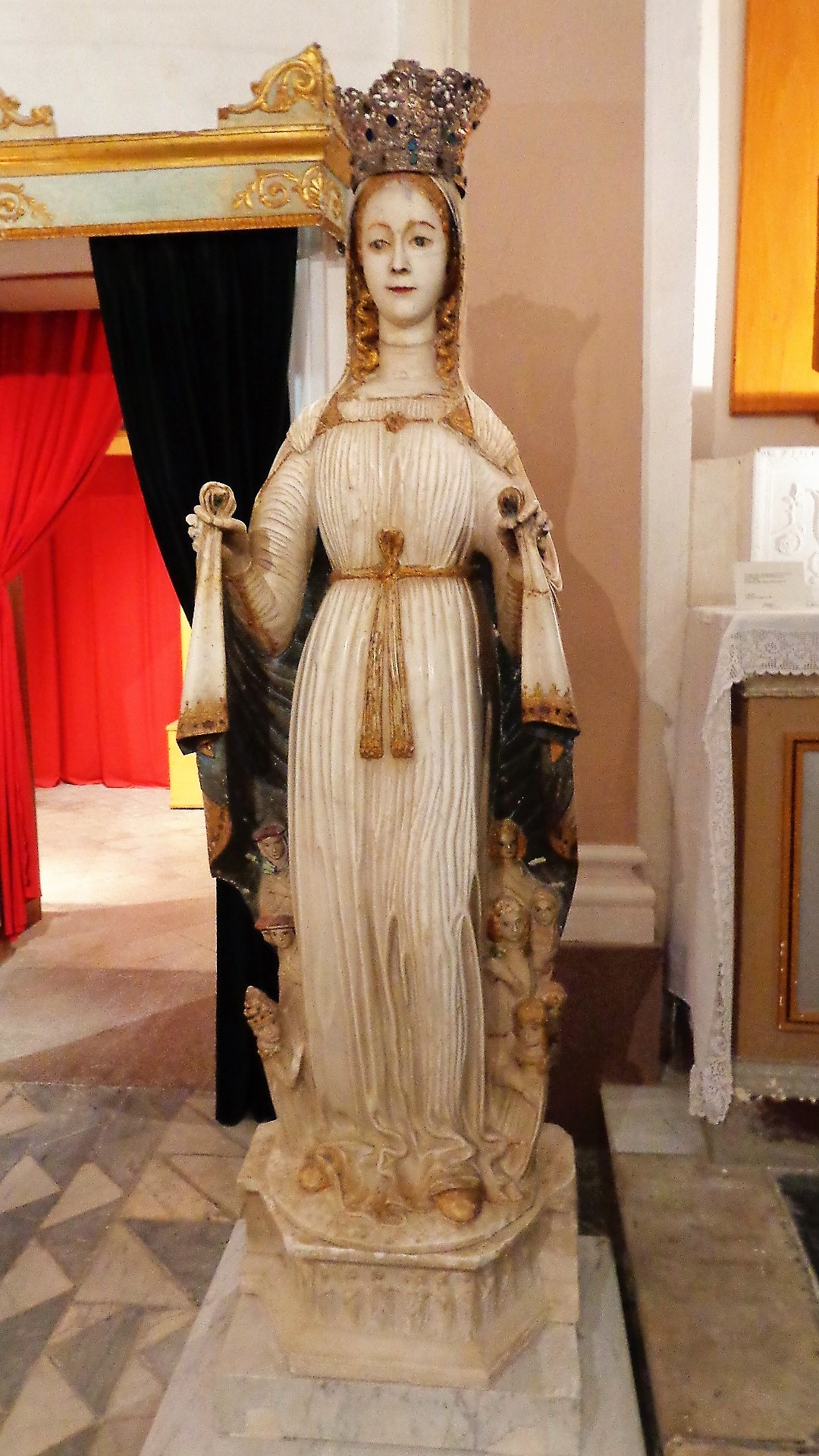
Madonna dell'Accomandata, Pinacoteca di Santa Maria degli Angeli